# Зелені Черевики
Зелені Черевики (англ. Green Boots) — прізвисько трупа невідомого альпініста, який став орієнтиром на головному маршруті через північно-східний кряж Евереста.
Існує кілька теорій щодо ідентичності тіла; найпопулярніша стверджує, що тіло належало індійцю Цевангу Палджору, учаснику експедиції індійсько-тибетської прикордонної поліції, який загинув у катастрофі 1996 року. Усі експедиції з північного боку зустрічали це тіло, згорнуте калачиком у печері на висоті 8500 м, доки його не перемістили в 2014 році.

## Історія
Перший відеоматеріал із «Зеленими Черевиками» зняв британський режисер і альпініст Метт Дікінсон у травні 1996 року. Відео було включено до документального фільму Браяна Блесда «Лихоманка вершини» (англ. «Summit Fever»). У фільмі стверджують, що невідомий альпініст родом з Індії. Згодом труп став відомий як орієнтир на Північному шляху.
У 2006 році в печері «Зелених Черевиків» помер від сильного переохолодження британський альпініст Девід Шарп. Повз вмираючого того дня пройшли приблизно три десятки інших альпіністів. Припускають, що ті, хто його помітив, прийняли Шарпа за «Зелені Черевики» і через це не звернули на нього уваги (хоча Шарп був у червоних черевиках).
У 2014 році учасники китайської експедиції перенесли тіло «Зелених Черевиків» у менш помітне місце.

## Обставини загибелі
Під час катастрофи на Евересті в 1996 році загинули вісім альпіністів: п'ятеро з експедицій Adventure Consultants і Mountain Madness на південно-східному маршруті та троє з експедиції індійсько-тибетської прикордонної поліції з Індії на північно-східному маршруті.
10 травня 1996 року субедар Цеванг Сманла, ланс-наїк Дордже Моруп і старший констебль Цеванг Палджор потрапили в хуртовину під час підйому до вершини. Троє з шести членів їхньої команди відмовилися продовжувати сходження, але Сманла, Моруп і Палджор вирішили спробувати піднятися на вершину. Приблизно о 15:45 за непальським часом троє альпіністів передали по радіо керівнику експедиції, що вони досягли вершини. Вони залишили там підношення: молитовні прапори, хадаки та скельні гаки. Сманла вирішив витратити додатковий час на релігійні церемонії та наказав двом іншим рухатися вниз. Після цього радіозв'язку з ними не було. Повернувшись до табору внизу, члени команди побачили світло двох ліхтарів, які рухалися трохи вище Другої сходинки на висоті 8570 метрів. Але до висотного табору на висоті 8300 метрів жоден із цих трьох не повернувся.
Пізніше виникли суперечки щодо того, чи бачила зниклих індійців команда японських альпіністів з Фукуоки, і чи могла вона їм допомогти. Ця команда покинула табір на висоті 8300 метрів о 06:15 за пекінським часом, досягнувши вершини о 15:07. На шляху вони зустріли інших альпіністів, яких прийняли за членів тайваньської групи. Під час спуску, який розпочався о 15:30, японці повідомили, що бачили над Другою сходинкою невизначений об'єкт. Перед Першою сходинкою вони повідомили по радіо про одну людину на закріпленому тросі. Один з японських альпіністів на прізвище Сігекава обмінявся привітаннями з невідомим чоловіком. Тоді у них вистачало кисню лише на повернення до табору.
О 16:00 японці дізналися від індійця з їхньої групи про зникнення трьох чоловіків. Вони запропонували приєднатися до порятунку, але отримали відмову. Змушені чекати добу через погану погоду, вони відправили другу групу на вершину 13 травня. Біля Першої сходинки вони побачили кілька тіл, але продовжили рух до вершини.
Спочатку були деякі непорозуміння та критика стосовно дій японської команди. Як повідомляє Reuters, індійська експедиція стверджувала, що японці пообіцяли допомогти в пошуках, але продовжили спробу піднятися на вершину. Японська команда заперечувала, що вони під час підйому кинули напризволяще помираючих альпіністів. Капітан Колі, офіційний представник Федерації альпінізму Індії, який раніше засуджував японців, пізніше відмовився від своєї заяви про те, що вони повідомляли про зустріч з індійцями 10 травня.

## Припущення щодо особистості
Загальноприйнято вважати, що «Зелені Черевики» — це індійський альпініст Цеванг Палджор, який того дня був одягнений у зелені альпіністські черевики «Koflach».
Менш поширена теорія, вперше висунута в статті 1997 року під назвою «Індійське сходження на Джомолунгму Північним хребтом», яку опублікував альпініст П. М. Дас у «Himalayan Journal», стверджує, що тіло належало Дордже Морупу. Дас писав, що двоє альпіністів були помічені під час спуску при світлі налобних ліхтариків о 19:30, але незабаром вони зникли з поля зору. Наступного дня лідер другої групи сходження на вершину експедиції повідомив по радіо базовий табір, що зустрів Морупа, який повільно рухався між Першою та Другою сходинками. Моруп відмовлявся надіти рукавички на свої обморожені руки, і йому було важко від'єднати страхувальний карабін. За словами Даса, японська команда допомогла Морупу прокласти наступну ділянку мотузки. Дещо пізніше японська група знайшла над Другою сходинкою тіло Цеванга Сманла. На зворотному шляху група виявила, що Моруп просувається надто повільно. Вважається, що він помер під вечір 11 травня.

## Тіла на Евересті
«Зелені Черевики» є одним із приблизно 200 трупів, які залишилися на Евересті до початку 21 століття. Коли тіло отримало своє прізвисько, невідомо. З роками воно ввійшло в альпіністський лексикон, оскільки всі експедиції з північного боку зустрічали тіло, згорнуте калачиком у вапняковій печері. Ця печера знаходиться нижче Першої сходинки на висоті 8 500 м, також в ній викинуто багато порожніх кисневих балонів.
Ще один знаменитий труп на Евересті, який отримав прізвисько «Спляча Красуня» (англ. «Sleeping Beauty»), — тіло американської альпіністки Френсіс Арсентьєв, яка загинула у 1998 році під час невдалого спуску з Евересту. Її тіло залишалося на місці загибелі до 2007 року, коли його урочисто перенесли у менш помітне місце.
Інший труп з прізвиськом «Німкеня» (англ. «The German woman») — тіло Ганнелоре Шмац, яка піднялася на вершину в 1979 році, але загинула на висоті 8200 метрів під час спуску. Вона залишалася на місці багато років, але зрештою її віднесло вітром вниз по горі.
Багато тіл залишаються лежати у так званій «Веселковій Долині» (англ. «Rainbow Valley») — області під вершиною, яка отримала свою назву через те, що там розташовано багато трупів у яскравому альпіністському одязі.